# Будинок на вулиці Краківській, 15 (Львів)
49°50′33″ пн. ш. 24°1′48″ сх. д. / 49.84250° пн. ш. 24.03000° сх. д.
Будинок на вулиці Краківській, 15 (інша назва — кам'яниця Серафинська) — житловий будинок XVII століття, пам'ятка архітектури національного значення під охоронним № 1313. Розташований у історичному центрі Львова, на вулиці Краківській.

## Історія
На місці сучасного будинку № 15 у XVII столітті стояли кам'яниці Серафинська (1630—1767) і Бранія (1686—1702). У 1776—1777 роках архітектор Петер Мюллер звів на місці цих кам'яниць нову триповерхову будівлю. У другій половині XIX століття (за іншими джерелами — у 1830-х роках) та на початку XX століття кам'яницю перебудовують; під час однієї з цих реконструкцій надбудовано четвертий поверх.
У 1871—1889 роках кам'яниця належала Францішеку Ундерці, у 1916—1934 роках — Руському інституту «Народний дім».
Постановою Ради Міністрів УРСР «Про доповнення списку пам'яток містобудування і архітектури Української РСР, що перебувають під охороною держави» № 442 від 09.06.1979 року будинку надано статус пам'ятки архітектури національного значення.

## Опис
Будинок чотириповерховий, цегляний, видовжений у плані, збережено внутрішнє асиметричне планування. Фасад тривіконний, вузький, декорований пілястрами коринфського ордеру, завершується розкрепованим карнизом (між третім і четвертим поверхами) та аттиком. Вікна прямокутні, на другому поверсі декоровані знизу консолями, зверху — ліпними гірляндами із маскаронами у вигляді жіночих голівок та прямокутними сандриками. Вікна третього поверху прикрашені знизу консолями, зверху — ліпним орнаментом під прямокутними сандриками. Аттик, що увінчує фасад, має три круглі слухові вікна та декорований ліпним рослинним орнаментом.